# Robert de Pinho de Souza
Robert de Pinho de Souza, född 27 februari 1981, mer känd som Robert de Pinho eller bara Robert, är en brasiliansk fotbollsspelare som sedan 2013 spelar i Fortaleza. 2001 gjorde han tre landskamper för Brasilien.

## Karriär
Robert de Pinho startade sin karriär i Coritiba 1999. Efter att ha spelat i bland annat Servette, Kawasaki Frontale och Spartak Moskva så skrev han på för Club Atlas i Mexiko, där han gjorde 33 mål på 44 matcher.
Efter att ha blivit utsedd till "Årets spelare" i Mexiko så såldes Robert de Pinho till PSV Eindhoven i januari 2005 där han skrev på ett 3,5-årskontrakt. I Champions League kvartsfinalen mot Lyon gjorde han mål på lagets första straff under straffsparksläggningen som till slut tog PSV till semifinal där man slogs ut mot AC Milan.
Robert blev under januari 2006 utlånad till La Liga-laget Real Betis, där han var instrumental med sju mål i ligan, vilket gjorde att Betis kunde undvika nedflyttning. Han gjorde även ett mål i UEFA-cupen mot AZ Alkmaar. Betis värvade honom senare permanent och under sin andra säsong i klubben gjorde han 9 mål på 29 matcher. Saudiska Al-Ittihad värvade då Robert, men efter bara några månader så flyttade han vidare till mexikanska Monterrey.
Tiden i Monterrey blev turbulent, då han blev utlånad till sex olika klubbar under en två-års period. Störst avtryck gjorde han i Palmeiras, där det blev 19 mål på 35 matcher. Han gjorde bland annat tre mål i 4-3-vinsten över Santos.